# Josefina Gullberg
Josefina Katarina Maria Gullberg, född Johannesén den 26 april 1859 i Vasa, Finland, död den 5 november 1939 i Stockholm, var en finlandssvensk ballerina och balettmästare.
Gullberg började dansa balett som femåring och var i tio år engagerad vid Mariinskijteatern i Sankt Petersburg tillsammans med sin far och sina syskon. Därefter dansade hon balett i Sverige och Norge och var även verksam som balettmästare vid olika sällskap. Åren 1905–1920 var hon fast engagerad som balettmästare vid Albert Ranfts teatrar. Under de följande åren bedrev hon privat dansundervisning.
Hon var gift med chefredaktör Gustaf Gullberg åren 1885–1911.

## Teater

### Koreografi (ej komplett)
| År   | Produktion                                  | Upphovsmän                                                   | Regi          | Teater            |
| ---- | ------------------------------------------- | ------------------------------------------------------------ | ------------- | ----------------- |
| 1907 | Lycko-Pers resa                             | August Strindberg                                            | Justus Hagman | Östermalmsteatern |
| 1907 | På havets botten Un drame au fond de la mer | Ferdinand Dugué Översättning Bertha Straube                  | Justus Hagman | Östermalmsteatern |
| 1913 | Mikadon The Mikado or The Town of Titipu    | W.S. Gilbert och Arthur Sullivan Översättning Ernst Wallmark | August Bodén  | Oscarsteatern     |